# Toshiaki Miyamoto
Toshiaki Miyamoto (宮本 駿晃 Miyamoto Toshiaki?), född 4 juni 1999 i Chiba prefektur, är en japansk fotbollsspelare.
Miyamoto började sin karriär 2017 i Kashiwa Reysol. 2020 flyttade han till Montedio Yamagata.